# 三甲基硅基甲基氯
三甲基硅基甲基氯是一种有机硅化合物，化学式为(CH3)3SiCH2Cl。它是挥发性的无色液体，可用作烷基化试剂，可用于制备三甲基硅基甲基锂。在三苯基膦存在下，它可以将二苯甲酮转化为烯烃衍生物。
(CH
3)
3SiCH
2Cl  +  PPh
3  +  Ar
2C=O  →  Ar
2C=CH
2  +  OPPh
3  +  (CH
3)
3SiCl